# Campeonato da República Checa de Ciclismo Contrarrelógio
Os Campeonatos da República Checa de Ciclismo Contrarrelógio organizam-se anual e ininterruptamente desde o ano 2001 para determinar o campeão ciclista da República Checa de cada ano, na modalidade.
O título outorga-se ao vencedor de uma única corrida, na modalidade de Contrarrelógio individual. O vencedor obtém o direito a portar um maillot com as cores da bandeira checa até campeonato do ano seguinte, somente quando disputa provas contrarrelógio.

## Pódios dos campeonatos masculinos

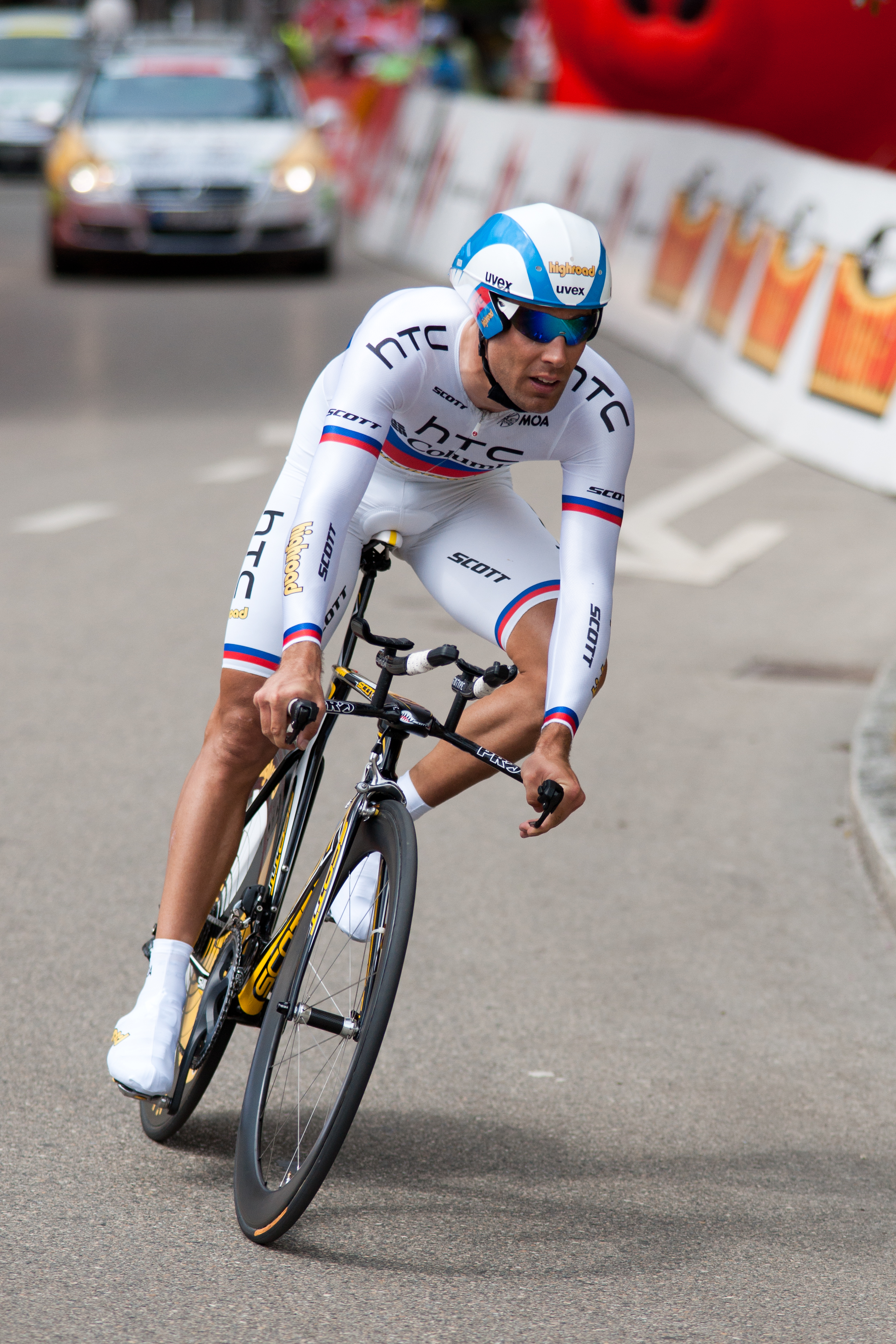
František Raboň, com maillot de campeão em 2010

| Ano  | Campeão           | Segundo           | Terceiro            |
| 2001 | Ondřej Sosenka    | Michal Kalenda    | Michal Hrazdira     |
| 2002 | Ondřej Sosenka    | Michal Hrazdira   | Michal Kalenda      |
| 2003 | Michal Hrazdira   | Radek Blahut      | Ondřej Sosenka      |
| 2004 | Michal Hrazdira   | Ondřej Sosenka    | Lubor Tesař         |
| 2005 | Ondřej Sosenka    | Michal Hrazdira   | Milan Kadlec        |
| 2006 | Ondřej Sosenka    | Milan Kadlec      | František Raboň     |
| 2007 | Stanislav Kozubek | René Andrle       | Jan Faltynek        |
| 2008 | František Raboň   | Jan Hruška        | René Andrle         |
| 2009 | František Raboň   | Stanislav Kozubek | Tomáš Okrouhlický   |
| 2010 | František Raboň   | Jan Bárta         | Leopold Konig       |
| 2011 | Jiří Hudeček      | Jan Bárta         | Tomadas Okrouhlicky |
| 2012 | Jan Bárta         | Zdeněk Štybar     | František Raboň     |
| 2013 | Jan Bárta         | Vojtěch Temčecký  | Tomadas Okrouhlicky |
| 2014 | Jan Bárta         | Petr Vakoč        | Zdeněk Štybar       |
| 2015 | Jan Bárta         | Leopold König     | Petr Vakoč          |
| 2016 | Leopold König     | Jan Bárta         | Petr Vakoč          |
| 2017 | Jan Bárta         | Petr Vakoč        | Josef Černý         |
| 2018 | Josef Černý       | Jan Bárta         | Michael Kukrle      |
| 2019 | Jan Bárta         | Josef Černý       | Petr Vakoč          |
| 2020 | Josef Černý       | Jan Bárta         | Adam Ťoupalík       |
| 2021 | Josef Černý       | Jan Bárta         | Adam Ťoupalík       |
| 2022 | Jan Bárta         | Michael Kukrle    | Jakub Otruba        |

Várias vitórias :
- 6 : Jan Barta, Ondrej Sosenka
- 3 : Josef Černý, Frantisek Rabon
- 2 : Michal Hrazdira, Jan Hruska

### Contrarrelógio Esperanças
| Ano  | Ganhador            | Segundo             | Terceiro          |
| ---- | ------------------- | ------------------- | ----------------- |
| 2000 | Pavel Zerzáň        | Průštem             | Dítě              |
| 2001 | Vodička             | Ladislav Fabišovský | Dítě              |
| 2002 | František Raboň     | Ladislav Fabišovský |                   |
| 2003 | Ladislav Fabišovský | František Raboň     | Tomáš Mimček      |
| 2004 | František Raboň     | Pavel Martínek      | Milão Behunek     |
| 2005 | František Raboň     | Roman Kreuziger     | Tomáš Mimček      |
| 2006 | Lukáš Sáblík        | Tomáš Mimček        | Pavel Šubrt       |
| 2008 | Martin Temčecký     | David Menger        | Vojtěch Temčecký  |
| 2009 | Vojtěch Temčecký    | Jakub Novák         | Jiří Bareš        |
| 2010 | Jakub Novák         | Jiří Bareš          | Roman Fürst       |
| 2011 | Petr Vakoč          | Lukáš Smola         | Jakub Filip       |
| 2012 | Jakub Novák         | Josef Hošek         | Daniel Turek      |
| 2014 | David Dvorský       | Michal Schlegel     | Tomáš Zechmeister |
| 2015 | Josef Černý         | Daniel Turek        | Michal Schlegel   |
| 2016 | Michal Schlegel     | Michael Kukrle      | Nicolas Pietrula  |
| 2017 | Nicolas Pietrula    | Adam Toupalik       | Michal Kohout     |
| 2018 | Jakub Otruba        | Roman Lehký         | Richard Holec     |
| 2019 | Jakub Otruba        | Michal Rotter       | Vojtěcha Sedláčka |

## Pódios dos campeonatos femininos

### Contrarrelógio
| Ano  | Ganhador          | Segundo            | Terceiro           |
| ---- | ----------------- | ------------------ | ------------------ |
| 1993 | Šárka Víchová     | Julie Pekárková    | Miluše Flašková    |
| 1994 | Renata Holová     | Pavlina Dãoěčková  | Šárka Víchová      |
| 1995 | Šárka Víchová     | Miluše Flašková    | Blanka Navrátilová |
| 1996 | Pavlina Dãoěčková | Miluše Flašková    | Julie Pekárková    |
| 1997 | Kristina Obručová | Miluše Flašková    | Jiřina Frantíková  |
| 1998 | Lada Kozlíková    | Blanka Navrátilová | Kristina Obručová  |
| 1999 | Lada Kozlíková    | Miluše Flašková    | Šárka Víchová      |
| 2000 | Lada Kozlíková    | Julie Pekárková    | Karla Polivková    |
| 2001 | Lada Kozlíková    | Karla Polivková    | Ilona Bublová      |
| 2002 | Lada Kozlíková    | Julie Pekárková    | Pavla Havlíková    |
| 2003 | Ilona Bublová     | Julie Pekárková    | Pavla Havlíková    |
| 2004 | Julie Pekárková   | Ilona Bublová      | Pavla Nováková     |
| 2005 | Lada Kozlíková    |                    |                    |
| 2006 | Lada Kozlíková    | Martina Růžičková  | Jarmila Machačová  |
| 2007 | Tereza Huříková   | Martina Růžičková  | Martina Sáblíková  |
| 2008 | Jarmila Machačová | Martina Růžičková  | Martina Sáblíková  |
| 2009 | Tereza Huříková   | Martina Růžičková  | Jarmila Machačová  |
| 2010 | Martina Sáblíková | Martina Růžičková  | Gabriela Slámová   |
| 2011 | Martina Sáblíková | Martina Růžičková  | Jarmila Machačová  |
| 2012 | Jarmila Machačová | Martina Sáblíková  | Pavlína Šulcová    |
| 2013 | Martina Sáblíková | Katarina Hranaiová | Pavlína Šulcová    |
| 2014 | Martina Sáblíková | Pavlína Šulcová    | Anežka Drahotová   |
| 2015 | Martina Sáblíková | Jarmila Machačová  | Martina Růžičková  |
| 2016 | Martina Sáblíková | Jarmila Machačová  | Anežka Drahotová   |
| 2017 | Nikola Nosková    | Jarmila Machačová  | Tereza Korvasová   |
| 2018 |                   |                    |                    |
| 2019 |                   |                    |                    |
| 2020 |                   |                    |                    |
| 2021 |                   |                    |                    |
| 2022 |                   |                    |                    |
| 2023 |                   |                    |                    |
| 2024 |                   |                    |                    |